# The Golden Lotus
The Golden Lotus (金瓶雙艷, Jin ping shuang yan) est un film hongkongais réalisé par Li Han-hsiang, sorti en 1974.
Il s’agit d’une des multiples adaptations du roman Fleur en fiole d’or qui est parfois considéré comme un des quatre grands romans de la littérature classique chinoise.

## Synopsis
Les aventures du pharmacien érotomane Ximen Qing, et ses amours adultères avec Pan Jinlian.

## Fiche technique
- Titre : The Golden Lotus
- Titre original : 金瓶雙艷 (Jin ping shuang yan)
- Réalisation : Li Han-hsiang
- Scénario : Li Han-hsiang d'après le roman
- Pays d'origine : Hong Kong
- Format : Couleurs - 35 mm - 2,35:1 - Mono
- Genre : comédie érotique
- Durée :
- Date de sortie : 1974

## Distribution
- Yang Chun : Ximen Qing, un pharmacien
- Tanny : Li Ping Erh
- Hu Chin : Pan Jinlian
- Chen Ping : Pang Chunmei, une soubrette